# Die Tochter des Mehemed
Die Tochter des Mehemed  ist ein deutsches Filmdrama aus dem Jahr 1919.

## Handlung
Der Portugiese Riberda sieht auf einem Sklavenmarkt Leila, die verkauft werden soll. Da diese sehr hübsch ist, kauft er sie und bietet sie seinem Freund Dr. van Zuylen, der ihn begleitet, als Geschenk an. Dieser lehnt empört ab. Jahre später trifft van Zuylen beide wieder – als Ehepaar. Riberda steht kurz vor dem Ruin, aber obwohl Leila und van Zylen sich einander verlieben, will sie Riberda nicht verlassen. Riberda bemerkt dies. Um den beiden eine Zukunft zu geben, begeht er Suizid.

## Hintergrund
Produziert wurde der Film von der Projektions-AG „Union“ (PAGU) Berlin. Für die Bauten war Kurt Richter zuständig. Der Film hatte eine Länge von vier Akten auf 1.365 Metern, das entspricht in etwa 66 Minuten. Die Polizei Berlin belegte ihn mit einem Jugendverbot (Nr. 19.33), die Nachzensur der Reichsfilmzensur Berlin am 21. Februar ebenso (Nr. 1364). Die Uraufführung fand am 15. August 1919 im Berliner U.T. am Nollendorfplatz statt.